# محمد منصور ملي
محمد منصور ملي (مواليد 12 مارس 2000) هو لاعب كرة قدم سعودي يلعب في النادي العربي.

## مسيرة اللاعب
مثل نادي الهلال في الفئات السنية وانضم لبرنامج الابتعاث السعودي لكرة القدم 2019 مع مجموعة من اللاعبين للابتعاث الخارجي لاكتساب الخبرات والمشاركة أمام فرق من مختلف الدرجات في إسبانيا وغيرها من الدول الأوروبية. وعاد من الابتعاث وانتقل من نادي الهلال إلى نادي الجبلين ولعب بعدها مع النادي العربي.